# Furmeyer
Furmeyer – miejscowość i gmina we Francji, w regionie Prowansja-Alpy-Lazurowe Wybrzeże, w departamencie Alpy Wysokie.

## Demografia
Według danych na rok 1990 gminę zamieszkiwało 140 osób, a gęstość zaludnienia wynosiła 10 osób/km². W styczniu 2015 r. Furmeyer zamieszkiwało 147 osób, przy gęstości zaludnienia wynoszącej 10,3 osób/km².